# Morti nel 1987/Febbraio
| Questa pagina contiene informazioni ricavate automaticamente dalle voci biografiche con l'ausilio del template Bio e di un bot. L'aggiornamento è periodico e automatico e ricostruisce completamente la pagina. Se manca una persona in questa lista, sei pregato di non aggiungerla, ma accertati piuttosto che la sua voce biografica contenga il template Bio e che i dati anagrafici siano correttamente compilati. Se il template Bio manca, inseriscilo tu stesso o, in alternativa, metti l'avviso {{tmp\|Bio}} che ne segnala la mancanza. Se i dati riportati sono sbagliati, correggi direttamente la voce biografica; le modifiche saranno visibili in questa lista entro pochi giorni. Per chiarimenti vedi il progetto biografie. La lista contiene solo le 86 persone che sono citate nell'enciclopedia e per le quali è stato implementato correttamente il template Bio. Pagina aggiornata al 3 mar 2024. |

- 1º febbraio - Alessandro Blasetti, regista, sceneggiatore e montatore italiano (n. 1900)
- 1º febbraio - Sala Burton, politica statunitense (n. 1925)
- 1º febbraio - Gustav Knuth, attore tedesco (n. 1901)
- 1º febbraio - Gianni Toppan, calciatore italiano (n. 1920)
- 2 febbraio - Carlos José Castilho, calciatore e allenatore di calcio brasiliano (n. 1927)
- 2 febbraio - Alfred Lion, produttore discografico tedesco (n. 1908)
- 2 febbraio - Alistair MacLean, scrittore britannico (n. 1922)
- 2 febbraio - Mary McKinney, supercentenaria statunitense (n. 1873)
- 2 febbraio - Jakov Borisovič Ėstrin, scacchista sovietico (n. 1923)
- 3 febbraio - Nobuhito, principe Takamatsu, principe e militare giapponese (n. 1905)
- 4 febbraio - Liberace, attore, pianista e personaggio televisivo statunitense (n. 1919)
- 4 febbraio - Georges Bauer, pallanuotista lussemburghese (n. 1904)
- 4 febbraio - Meena Keshwar Kamal, attivista afghana (n. 1956)
- 4 febbraio - Carl Rogers, psicologo statunitense (n. 1902)
- 4 febbraio - Nera Simi, pittrice italiana (n. 1890)
- 5 febbraio - Vando Aldrovandi, partigiano e antifascista italiano (n. 1918)
- 5 febbraio - William Collier, attore, produttore cinematografico e produttore televisivo statunitense (n. 1902)
- 5 febbraio - Bessie Learn, attrice statunitense (n. 1888)
- 5 febbraio - Gustav Lehner, calciatore croato (n. 1913)
- 5 febbraio - Otto Wöhler, generale e criminale di guerra tedesco (n. 1894)
- 6 febbraio - Lina Marengo, attrice italiana (n. 1888)
- 6 febbraio - Giuseppe Selmi, violoncellista e compositore italiano (n. 1912)
- 7 febbraio - John Leypoldt, giocatore di football americano statunitense (n. 1946)
- 7 febbraio - Cristoforo Pezzini, politico italiano (n. 1892)
- 7 febbraio - Claudio Villa, cantante e attore italiano (n. 1926)
- 7 febbraio - Adriaan van Wijngaarden, matematico e informatico olandese (n. 1916)
- 8 febbraio - Bronisława Wajs, poeta e cantante polacca (n. 1908)
- 9 febbraio - Elio Bavutti, ciclista su strada italiano (n. 1914)
- 9 febbraio - Giovanni Bertinotti, calciatore italiano (n. 1894)
- 9 febbraio - Louis Plack Hammett, chimico e fisico statunitense (n. 1894)
- 10 febbraio - Angela e Luciana Giussani, fumettista, editrice e modella italiana (n. 1922)
- 10 febbraio - Andy Linden, pilota automobilistico statunitense (n. 1922)
- 10 febbraio - William Rose, sceneggiatore statunitense (n. 1914)
- 11 febbraio - Mark Ashton, attivista e politico britannico (n. 1960)
- 11 febbraio - Dante Cavazzini, filantropo e mecenate italiano (n. 1890)
- 11 febbraio - Francesco Gabriotti, calciatore italiano (n. 1914)
- 12 febbraio - Gutierrez Michele Spadafora, politico italiano (n. 1903)
- 12 febbraio - Lang Jeffries, attore canadese (n. 1930)
- 12 febbraio - Shōzō Makino, nuotatore giapponese (n. 1915)
- 12 febbraio - Ted Osborne, attore statunitense (n. 1905)
- 12 febbraio - Dennis Poore, pilota automobilistico britannico (n. 1916)
- 12 febbraio - Raymond Vouel, giornalista e politico lussemburghese (n. 1923)
- 13 febbraio - Bruna Tamaro Forlati, archeologa italiana (n. 1897)
- 14 febbraio - Juan Del Prete, pittore italiano (n. 1897)
- 14 febbraio - Dmitrij Borisovič Kabalevskij, compositore e politico sovietico (n. 1904)
- 15 febbraio - Jean Laviron, regista e sceneggiatore francese (n. 1915)
- 15 febbraio - Guido Pajetta, pittore italiano (n. 1898)
- 16 febbraio - Roberto De Monticelli, scrittore, giornalista e critico teatrale italiano (n. 1919)
- 17 febbraio - Leo Anchóriz, attore, sceneggiatore e direttore artistico spagnolo (n. 1932)
- 17 febbraio - Hal K. Dawson, attore statunitense (n. 1896)
- 17 febbraio - Jaakko Friman, pattinatore di velocità su ghiaccio finlandese (n. 1904)
- 17 febbraio - Romola Remus, attrice statunitense (n. 1900)
- 17 febbraio - Verree Teasdale, attrice statunitense (n. 1903)
- 17 febbraio - Hans Tetzner, calciatore olandese (n. 1898)
- 18 febbraio - Silvio Pietroboni, calciatore italiano (n. 1904)
- 18 febbraio - Giovanni Savonuzzi, ingegnere e designer italiano (n. 1911)
- 19 febbraio - Charles Bouleau, pittore, incisore e saggista francese (n. 1906)
- 19 febbraio - Henry-Russell Hitchcock, storico e docente statunitense (n. 1903)
- 20 febbraio - Edgar P. Jacobs, fumettista belga (n. 1904)
- 20 febbraio - Joseph Parecattil, cardinale indiano (n. 1912)
- 20 febbraio - Lev Aleksandrovič Rusov, pittore russo (n. 1926)
- 21 febbraio - Pëtr Grigorenko, militare sovietico (n. 1907)
- 21 febbraio - Noel Odell, geologo e alpinista britannico (n. 1890)
- 22 febbraio - Umberto Lenzini, imprenditore, dirigente sportivo e calciatore statunitense (n. 1912)
- 22 febbraio - Furio Rendine, compositore e arrangiatore italiano (n. 1920)
- 22 febbraio - John Paul Scott, criminale statunitense (n. 1927)
- 22 febbraio - Bob Tonelli, attore italiano (n. 1929)
- 22 febbraio - Andy Warhol, pittore, grafico e illustratore statunitense (n. 1928)
- 22 febbraio - Glenway Wescott, scrittore statunitense (n. 1901)
- 23 febbraio - Antonio Abete, imprenditore italiano (n. 1905)
- 23 febbraio - Robert Braet, calciatore belga (n. 1912)
- 23 febbraio - William Droegemueller, astista statunitense (n. 1906)
- 23 febbraio - Francesco Franceschini, politico italiano (n. 1908)
- 23 febbraio - Arturo Gilardoni, ingegnere e imprenditore italiano (n. 1905)
- 23 febbraio - José Afonso, cantautore portoghese (n. 1929)
- 23 febbraio - Esmond Knight, attore britannico (n. 1906)
- 23 febbraio - Edward Lansdale, generale statunitense (n. 1908)
- 23 febbraio - Andrea Poli, calciatore italiano (n. 1901)
- 25 febbraio - James Coco, attore statunitense (n. 1930)
- 25 febbraio - Edgar Nixon, attivista statunitense (n. 1899)
- 27 febbraio - Franciszek Blachnicki, presbitero polacco (n. 1921)
- 27 febbraio - Jose Diokno, politico, attivista e avvocato filippino (n. 1922)
- 27 febbraio - Salvatore Oppes, cavaliere italiano (n. 1909)
- 28 febbraio - Joan Greenwood, attrice britannica (n. 1921)
- 28 febbraio - Nora Kaye, ballerina, coreografa e produttrice cinematografica statunitense (n. 1920)
- 28 febbraio - Anny Ondra, attrice ceca (n. 1902)